# Луїза Гаймс Бек
Луїза Пейтон Гаймс, у шлюбі Гаймс Бек (англ. Louise Payton Heims Beck, 1889 — 16 березня 1978), іноді місіс Мартін Бек (Mrs. Martin Beck) — американська бібліотекарка, яка стала акторкою водевілю і в 1940 році очолила бродвейський театр Martin Beck Theatre. Разом з Антуанеттою Перрі та кількома іншими жінками співзаснувала Американське театральне крило (American Theater Wing, ATW) у його відродженій та переглянутій версії в 1940 році, стояла біля витоків кінопремії Тоні. Була однією із директорів ATW у перші роки його існування і зіграла вирішальну роль у створенні Stage Door Canteen, розважального закладу для військових під час Другої світової війни, та премії Tony Awards у 1947 році. Була головою ради директорів Акторського фонду Америки з 1960 року до своєї смерті в 1978 році.

## Життя та кар'єра
Народилася Луїза Пейтон Гаймс в Осеолі (штат Пенсільванія). У 1911 році закінчила Інститут мистецтва, науки і промисловості Дрекселя (нині Дрексельский університет) за спеціальністю бібліотекознавство. Будучи студенткою в Дрекселі, вона працювала помічницею бібліотекаря. У 1911 році стала першою бібліотекаркою в Університеті Вейк-Форест; цю посаду вона обіймала упродовж 4 років. У 1915 році переїхала до Нью-Йорка і зайняла посаду бібліотекарки в Нью-Йоркській публічній бібліотеці. Вона пішла з бібліотеки після успішного прослуховування на місце співачки для Маркуса Лоу, який узяв її на роботу з трьома виступами на день у своїх водевілях.
Її дядьком був Морріс Меєрфельд-молодший, театральний антрепренер, який був фінансовим спонсором знаменитого Orpheum Circuit. У нього працював театральний імпресаріо Мартін Бек, який наймав талантів для Меєрфельдових театрів. Луїза зустрілася з Беком під час гастролей у водевілі, і в 1920 році вони взяли шлюб. Народила двох дочок. Ще в 1912 році, до їхнього шлюбу, Бек заснував бродвейський Palace Theatre на Таймс-Сквер. У 1924 році він заснував другий театр, Martin Beck Theatre. Гаймс Бек стала близькою партнеркою чоловіка в його театральних починаннях, консультуючи його щодо постановок і переглядаючи потенційні сценарії для постановки в його театрах. Після його смерті в 1940 році вона продовжувала керувати театром Мартіна Бека разом з Луїсом А. Лотіто.
У 1940 році Гаймс Бек з Антуанеттою Перрі заснували Американське театральне крило (ATW), організацію, відповідальну за премію Тоні. Спочатку організація була створена для збору коштів та припасів, таких як одяг та медичні предмети, для допомоги американським і британським військовим, які її потребували під час Другої світової війни. Вона була однією з директорів ATW з 1940 до 1946 року, коли Перрі померла; була першою віцепрезиденткою організації. Вона зіграла важливу роль у створенні Stage Door Canteen під час Другої світової та премії Tony Awards у 1947 році. Вона відповідала за організацію 1-ї церемонії вручення премії Тоні. Як голова ATW у 1950—1951 роках була однією з основних ведучих на 4-й і 5-й церемонії вручення премії Тоні.
Окрім своєї роботи з ATW, Гаймс Бек була віддана Фонду акторів Америки: працювала спочатку повіреною організації, а потім упродовж 18 років — головою її керівного виконавчого комітету, з 1960 року і до своєї смерті. Одночасно вона була директоркою дому Персі Ґ. Вільямса — будинку престарілих для збіднілих літніх акторів. У 1958 році вона стала лауреаткою спеціальної премії Тоні за заслуги перед театральною спільнотою. Вона також отримала почесний ступінь Університету Вейк Форест у 1973 році та почесний докторський ступінь від Університету Дрекселя в 1977 році. У 1977 році, з нагоди 88-річчя її нагородили Почесною медаллю Фонду акторів.
Луїза Гаймс Бек померла 16 березня 1978 року у віці 89 років в лікарні Ленокс-Гілл на Мангеттені.